# Divizia A 2001-2002
Sezonul 2001-2002 al Diviziei A a fost cea de-a 84-a ediție a Campionatului de Fotbal al României, și a 64-a de la introducerea sistemului divizionar. A început pe 3 august 2001 și s-a terminat pe 1 iunie 2002. Echipa Dinamo București a devenit campioană pentru a 16-a oară în istoria sa.

## Stadioane
| FC U Craiova       | Steaua București | Rapid București | FCM Bacău             |
| ------------------ | --- | --- | --------------------- |
| Ion Oblemenco      | Steaua | Giulești-Valentin Stănescu | Dumitru Sechelariu    |
| Capacitate: 37.000 | Capacitate: 28.365 | Capacitate: 19.100 | Capacitate: 17.500    |
|                    | | |                       |
| Farul Constanța    | Dinamo București | Argeș Pitești | Sportul Studențesc    |
| Gheorghe Hagi      | Dinamo | Municipal | Regie                 |
| Capacitate: 15.520 | Capacitate: 15.032 | Capacitate: 15.000 | Capacitate: 15.000    |
|                    | | |                       |
| Național București | BucureștiArgeșAstraBacăuBrașovCeahlăulUniversitateaFarulGloriaOțelulPetrolulUMTEchipele din București: · Dinamo · Național · Rapid · Sportul · SteauaDivizia A 2001-2002 (România) DinamoNaționalRapidSportulSteaua Locația echipelor din București. | BucureștiArgeșAstraBacăuBrașovCeahlăulUniversitateaFarulGloriaOțelulPetrolulUMTEchipele din București: · Dinamo · Național · Rapid · Sportul · SteauaDivizia A 2001-2002 (România) DinamoNaționalRapidSportulSteaua Locația echipelor din București. | Petrolul Ploiești     |
| Cotroceni          | BucureștiArgeșAstraBacăuBrașovCeahlăulUniversitateaFarulGloriaOțelulPetrolulUMTEchipele din București: · Dinamo · Național · Rapid · Sportul · SteauaDivizia A 2001-2002 (România) DinamoNaționalRapidSportulSteaua Locația echipelor din București. | BucureștiArgeșAstraBacăuBrașovCeahlăulUniversitateaFarulGloriaOțelulPetrolulUMTEchipele din București: · Dinamo · Național · Rapid · Sportul · SteauaDivizia A 2001-2002 (România) DinamoNaționalRapidSportulSteaua Locația echipelor din București. | Ilie Oană             |
| Capacitate: 14.542 | BucureștiArgeșAstraBacăuBrașovCeahlăulUniversitateaFarulGloriaOțelulPetrolulUMTEchipele din București: · Dinamo · Național · Rapid · Sportul · SteauaDivizia A 2001-2002 (România) DinamoNaționalRapidSportulSteaua Locația echipelor din București. | BucureștiArgeșAstraBacăuBrașovCeahlăulUniversitateaFarulGloriaOțelulPetrolulUMTEchipele din București: · Dinamo · Național · Rapid · Sportul · SteauaDivizia A 2001-2002 (România) DinamoNaționalRapidSportulSteaua Locația echipelor din București. | Capacitate: 20.000    |
|                    | BucureștiArgeșAstraBacăuBrașovCeahlăulUniversitateaFarulGloriaOțelulPetrolulUMTEchipele din București: · Dinamo · Național · Rapid · Sportul · SteauaDivizia A 2001-2002 (România) DinamoNaționalRapidSportulSteaua Locația echipelor din București. | BucureștiArgeșAstraBacăuBrașovCeahlăulUniversitateaFarulGloriaOțelulPetrolulUMTEchipele din București: · Dinamo · Național · Rapid · Sportul · SteauaDivizia A 2001-2002 (România) DinamoNaționalRapidSportulSteaua Locația echipelor din București. |                       |
| Oțelul Galați      | BucureștiArgeșAstraBacăuBrașovCeahlăulUniversitateaFarulGloriaOțelulPetrolulUMTEchipele din București: · Dinamo · Național · Rapid · Sportul · SteauaDivizia A 2001-2002 (România) DinamoNaționalRapidSportulSteaua Locația echipelor din București. | BucureștiArgeșAstraBacăuBrașovCeahlăulUniversitateaFarulGloriaOțelulPetrolulUMTEchipele din București: · Dinamo · Național · Rapid · Sportul · SteauaDivizia A 2001-2002 (România) DinamoNaționalRapidSportulSteaua Locația echipelor din București. | Ceahlăul Piatra Neamț |
| Oțelul             | BucureștiArgeșAstraBacăuBrașovCeahlăulUniversitateaFarulGloriaOțelulPetrolulUMTEchipele din București: · Dinamo · Național · Rapid · Sportul · SteauaDivizia A 2001-2002 (România) DinamoNaționalRapidSportulSteaua Locația echipelor din București. | BucureștiArgeșAstraBacăuBrașovCeahlăulUniversitateaFarulGloriaOțelulPetrolulUMTEchipele din București: · Dinamo · Național · Rapid · Sportul · SteauaDivizia A 2001-2002 (România) DinamoNaționalRapidSportulSteaua Locația echipelor din București. | Ceahlăul              |
| Capacitate: 13.500 | BucureștiArgeșAstraBacăuBrașovCeahlăulUniversitateaFarulGloriaOțelulPetrolulUMTEchipele din București: · Dinamo · Național · Rapid · Sportul · SteauaDivizia A 2001-2002 (România) DinamoNaționalRapidSportulSteaua Locația echipelor din București. | BucureștiArgeșAstraBacăuBrașovCeahlăulUniversitateaFarulGloriaOțelulPetrolulUMTEchipele din București: · Dinamo · Național · Rapid · Sportul · SteauaDivizia A 2001-2002 (România) DinamoNaționalRapidSportulSteaua Locația echipelor din București. | Capacitate: 12.500    |
|                    | BucureștiArgeșAstraBacăuBrașovCeahlăulUniversitateaFarulGloriaOțelulPetrolulUMTEchipele din București: · Dinamo · Național · Rapid · Sportul · SteauaDivizia A 2001-2002 (România) DinamoNaționalRapidSportulSteaua Locația echipelor din București. | BucureștiArgeșAstraBacăuBrașovCeahlăulUniversitateaFarulGloriaOțelulPetrolulUMTEchipele din București: · Dinamo · Național · Rapid · Sportul · SteauaDivizia A 2001-2002 (România) DinamoNaționalRapidSportulSteaua Locația echipelor din București. |                       |
| FC Brașov          | UM Timișoara | Gloria Bistrița | Astra Ploiești        |
| Silviu Ploeșteanu  | UMT | Gloria | Astra                 |
| Capacitate: 10.000 | Capacitate: 9.900 | Capacitate: 7.800 | Capacitate: 7.000     |
|                    | | |                       |

## Personal și echipamente
| Echipă             | Antrenor           | Căpitan                     | Producător de echipamente | Sponsorul de pe tricou |
| ------------------ | ------------------ | --------------------------- | ------------------------- | ---------------------- |
| Argeș Pitești      | Florin Halagian    | Cristian Bălașa             | Erreà                     | Dacia                  |
| Astra Ploiești     | Gheorghe Mulțescu  | Marin Dună                  | Valsport                  | Kronos                 |
| FC Brașov          | Ferenc Bajkó       | Cosmin Bodea                | Valsport                  | Prescon                |
| Ceahlăul           | Marin Barbu        | Florin Axinia               | Ancada                    | Rifil                  |
| Dinamo             | Cornel Dinu        | Ioan Lupescu / Giani Kiriță | Lotto                     | Cosmorom               |
| Farul              | Petre Grigoraș     | Vasilică Cristocea          | Erreà                     | Cuget Liber            |
| FCU Craiova        | Florin Marin       | Flavius Stoican             | Erreà                     | Vincon                 |
| FCM Bacău          | Gheorghe Poenaru   | Radu Ciobanu                | Legea                     | Sonoma                 |
| Gloria Bistrița    | Constantin Cârstea | Vasile Popa                 | Umbro                     | Darimex                |
| Național           | Cosmin Olăroiu     | Ovidiu Petre                | Kappa                     | —                      |
| Oțelul             | Marius Lăcătuș     | Bogdan Andone               | Adidas                    | Sidex                  |
| Petrolul           | Victor Roșca       | Dinu Todoran                | Adidas                    | Petrom                 |
| Rapid              | Mircea Rednic      | Adrian Iencsi               | Erreà                     | Connex                 |
| Sportul Studențesc | Ioan Andone        | Romeo Pădureț               | Valsport                  | Omniasig               |
| Steaua București   | Victor Pițurcă     | Marius Baciu                | Adidas                    | BCR                    |
| UMT Timișoara      | Gheorghe Staicu    | Florian Călin               | Valsport                  | UMT                    |

## Clasament
| Loc | Echipă                 | Pct. | MJ | V  | E  | Î  | GM | GP | DG  | Calificare sau retrogradare           |
| --- | ---------------------- | ---- | -- | -- | -- | -- | -- | -- | --- | ------------------------------------- |
| 1.  | Dinamo (C)             | 60   | 30 | 17 | 9  | 4  | 63 | 33 | +30 | Liga Campionilor 2002-03 Turul II     |
| 2.  | Național               | 58   | 30 | 16 | 10 | 4  | 44 | 20 | +24 | Cupa UEFA 2002-03 Runda de calificare |
| 3.  | Rapid                  | 50   | 30 | 15 | 6  | 9  | 50 | 31 | +19 | Cupa UEFA 2002-03 Runda de calificare |
| 4.  | Steaua București       | 50   | 30 | 15 | 5  | 10 | 47 | 31 | +16 |                                       |
| 5.  | Oțelul                 | 49   | 30 | 14 | 7  | 9  | 34 | 24 | +10 |                                       |
| 6.  | FCM Bacău              | 46   | 30 | 14 | 4  | 12 | 43 | 40 | +3  |                                       |
| 7.  | FCU Craiova            | 44   | 30 | 12 | 8  | 10 | 40 | 35 | +5  |                                       |
| 8.  | Ceahlăul               | 43   | 30 | 13 | 4  | 13 | 35 | 37 | −2  |                                       |
| 9.  | Gloria Bistrița        | 41   | 30 | 13 | 2  | 15 | 29 | 41 | −12 | Cupa Intertoto 2002 Prima rundă       |
| 10. | Argeș Pitești          | 40   | 30 | 11 | 7  | 12 | 36 | 39 | −3  |                                       |
| 11. | FC Brașov              | 39   | 30 | 10 | 9  | 11 | 33 | 34 | −1  |                                       |
| 12. | Astra Ploiești         | 37   | 30 | 9  | 10 | 11 | 29 | 28 | +1  |                                       |
| 13. | Sportul Studențesc (O) | 34   | 30 | 9  | 7  | 14 | 40 | 53 | −13 | Baraj de promovare/retrogradare       |
| 14. | Farul (O)              | 32   | 30 | 8  | 8  | 14 | 32 | 44 | −12 | Baraj de promovare/retrogradare       |
| 15. | Petrolul (R)           | 25   | 30 | 5  | 10 | 15 | 30 | 48 | −18 | Retrogradare în Divizia B 2002-2003   |
| 16. | UMT Timișoara (R)      | 15   | 30 | 3  | 6  | 21 | 24 | 71 | −47 | Retrogradare în Divizia B 2002-2003   |

1. ↑  Rapid București a avut 1 punct dedus deoarece a ieșit de pe teren în meciul din etapa a 13-a. De asemenea, Rapid s-a calificat în runda de calificare a Cupei UEFA datorită câștigării Cupei României.
2. 1 2  RAP 3-0 STE; STE 2-1 RAP

### Pozițiile pe etapă
| Etapă/ Echipă                | 1             | 2  | 3  | 4  | 5  | 6  | 7  | 8  | 9  | 10 | 11 | 12 | 13 | 14 | 15 | 16 | 17 | 18 | 19 | 20 | 21 | 22 | 23 | 24 | 25 | 26 | 27 | 28 | 29 | 30 |    |
| ---------------------------- | ------------- | -- | -- | -- | -- | -- | -- | -- | -- | -- | -- | -- | -- | -- | -- | -- | -- | -- | -- | -- | -- | -- | -- | -- | -- | -- | -- | -- | -- | -- | -- |
| Etapă/ Echipă                | Argeș Pitești | 11 | 12 | 14 | 15 | 15 | 15 | 15 | 15 | 15 | 15 | 14 | 14 | 14 | 15 | 13 | 12 | 13 | 12 | 11 | 10 | 9  | 9  | 10 | 11 | 10 | 9  | 8  | 8  | 11 | 10 |
| Astra Ploiești               | 5             | 8  | 5  | 5  | 8  | 9  | 8  | 10 | 11 | 11 | 12 | 12 | 12 | 12 | 12 | 13 | 12 | 13 | 13 | 13 | 12 | 12 | 11 | 8  | 11 | 8  | 10 | 11 | 12 | 12 |    |
| Bacău                        | 12            | 13 | 8  | 12 | 12 | 13 | 11 | 12 | 10 | 8  | 5  | 5  | 5  | 7  | 10 | 11 | 9  | 8  | 7  | 8  | 7  | 5  | 5  | 5  | 6  | 6  | 6  | 6  | 6  | 6  |    |
| Brașov                       | 7             | 4  | 11 | 7  | 7  | 8  | 9  | 8  | 9  | 7  | 10 | 10 | 8  | 10 | 11 | 10 | 11 | 9  | 12 | 12 | 13 | 13 | 13 | 13 | 12 | 12 | 11 | 12 | 10 | 11 |    |
| Ceahlăul Piatra Neamț        | 13            | 9  | 12 | 14 | 14 | 14 | 14 | 13 | 14 | 12 | 13 | 11 | 11 | 9  | 8  | 9  | 7  | 7  | 8  | 7  | 5  | 6  | 7  | 7  | 9  | 11 | 12 | 10 | 9  | 8  |    |
| Universitatea Craiova        | 1             | 6  | 6  | 10 | 9  | 5  | 6  | 7  | 8  | 10 | 9  | 8  | 6  | 5  | 5  | 5  | 5  | 6  | 6  | 6  | 8  | 8  | 9  | 10 | 8  | 7  | 7  | 7  | 7  | 7  |    |
| Dinamo București             | 4             | 3  | 1  | 2  | 5  | 4  | 4  | 4  | 3  | 2  | 2  | 2  | 1  | 1  | 1  | 1  | 1  | 1  | 1  | 1  | 1  | 1  | 1  | 1  | 2  | 2  | 2  | 2  | 2  | 1  |    |
| Farul Constanța              | 8             | 14 | 15 | 13 | 13 | 12 | 7  | 6  | 6  | 6  | 8  | 6  | 9  | 6  | 6  | 7  | 8  | 10 | 9  | 9  | 11 | 11 | 12 | 12 | 13 | 13 | 13 | 14 | 14 | 14 |    |
| Gloria Bistrița              | 16            | 11 | 7  | 8  | 3  | 3  | 3  | 3  | 5  | 5  | 7  | 9  | 7  | 8  | 7  | 8  | 10 | 11 | 10 | 11 | 10 | 10 | 8  | 9  | 7  | 10 | 9  | 9  | 8  | 9  |    |
| Oțelul Galați                | 9             | 5  | 10 | 6  | 10 | 10 | 12 | 9  | 7  | 9  | 6  | 7  | 10 | 11 | 9  | 6  | 6  | 5  | 5  | 4  | 4  | 4  | 4  | 4  | 3  | 5  | 5  | 5  | 4  | 5  |    |
| Petrolul Ploiești            | 14            | 10 | 13 | 11 | 11 | 11 | 13 | 14 | 13 | 14 | 11 | 13 | 13 | 16 | 14 | 14 | 15 | 15 | 14 | 14 | 15 | 15 | 15 | 15 | 15 | 15 | 15 | 15 | 15 | 15 |    |
| Național București           | 10            | 15 | 9  | 3  | 6  | 6  | 5  | 5  | 4  | 4  | 4  | 3  | 2  | 2  | 2  | 3  | 2  | 2  | 3  | 3  | 2  | 2  | 2  | 2  | 1  | 1  | 1  | 1  | 1  | 2  |    |
| Rapid București              | 2             | 2  | 2  | 1  | 1  | 1  | 1  | 1  | 1  | 1  | 1  | 1  | 3  | 3  | 4  | 4  | 4  | 3  | 2  | 2  | 3  | 3  | 3  | 3  | 4  | 4  | 3  | 4  | 5  | 3  |    |
| Sportul Studențesc București | 3             | 7  | 4  | 9  | 4  | 7  | 10 | 11 | 12 | 13 | 15 | 15 | 15 | 13 | 15 | 15 | 14 | 14 | 15 | 15 | 14 | 14 | 14 | 14 | 14 | 14 | 14 | 13 | 13 | 13 |    |
| Steaua București             | 6             | 1  | 3  | 4  | 2  | 2  | 2  | 2  | 2  | 3  | 3  | 4  | 4  | 4  | 3  | 2  | 3  | 4  | 4  | 5  | 6  | 7  | 6  | 6  | 5  | 3  | 4  | 3  | 3  | 4  |    |
| UMT Timișoara                | 15            | 16 | 16 | 16 | 16 | 16 | 16 | 16 | 16 | 16 | 16 | 16 | 16 | 14 | 16 | 16 | 16 | 16 | 16 | 16 | 16 | 16 | 16 | 16 | 16 | 16 | 16 | 16 | 16 | 16 |    |

| Câștigătorii Diviziei A, ediția 2001/2002 |
| ----------------------------------------- |
| Dinamo București Al 16-lea Titlu          |

## Rezultate
| Oaspeți ► Gazde ▼                          | ARG | AST | BAC | BRA | CEA | UCR | DIN | FAR | GBI | OȚE | PET | NAT | RAP | SPO | STE | UMT |
| ------------------------------------------ | --- | --- | --- | --- | --- | --- | --- | --- | --- | --- | --- | --- | --- | --- | --- | --- |
| Argeș Pitești                              | —   | 2–0 | 3–3 | 1–0 | 1–0 | 1–0 | 1–2 | 1–1 | 3–0 | 1–0 | 1–1 | 0–4 | 1–0 | 5–1 | 0–4 | 4–1 |
| Astra Ploiești                             | 1–0 | —   | 1–0 | 3–0 | 3–0 | 2–2 | 1–1 | 1–0 | 1–0 | 0–0 | 2–1 | 0–1 | 1–2 | 0–0 | 1–1 | 1–0 |
| Bacău                                      | 2–0 | 2–1 | —   | 2–0 | 1–1 | 0–0 | 4–2 | 3–0 | 2–0 | 1–0 | 2–0 | 1–5 | 1–0 | 2–2 | 0–1 | 1–0 |
| Brașov                                     | 2–0 | 1–0 | 1–0 | —   | 2–0 | 1–1 | 1–1 | 0–0 | 0–0 | 1–0 | 4–1 | 1–1 | 3–0 | 2–0 | 3–2 | 6–1 |
| Ceahlăul Piatra Neamț                      | 2–0 | 1–1 | 2–0 | 1–0 | —   | 0–1 | 1–2 | 1–0 | 4–1 | 2–1 | 1–3 | 1–1 | 1–0 | 2–1 | 0–1 | 5–1 |
| Universitatea Craiova                      | 1–0 | 1–0 | 3–0 | 0–0 | 0–1 | —   | 0–2 | 3–0 | 4–0 | 1–0 | 0–2 | 2–1 | 2–2 | 3–0 | 2–0 | 0–0 |
| Dinamo București                           | 2–1 | 1–1 | 4–2 | 4–0 | 3–1 | 2–0 | —   | 1–1 | 1–0 | 2–2 | 4–1 | 0–0 | 3–2 | 5–1 | 2–0 | 5–1 |
| Farul Constanța                            | 1–0 | 3–2 | 2–3 | 1–1 | 1–2 | 5–3 | 2–2 | —   | 1–0 | 0–2 | 2–1 | 0–3 | 1–3 | 0–0 | 0–2 | 3–0 |
| Gloria Bistrița                            | 2–0 | 2–1 | 2–0 | 1–0 | 2–0 | 1–2 | 1–2 | 2–1 | —   | 1–0 | 1–0 | 1–0 | 0–1 | 4–1 | 2–1 | 3–1 |
| Oțelul Galați                              | 2–1 | 0–0 | 2–1 | 3–0 | 0–0 | 2–1 | 2–1 | 0–0 | 1–0 | —   | 0–0 | 2–0 | 2–0 | 4–2 | 1–0 | 2–1 |
| Petrolul Ploiești                          | 1–1 | 1–0 | 0–1 | 2–2 | 3–0 | 2–0 | 1–2 | 1–1 | 0–1 | 1–2 | —   | 0–0 | 0–2 | 1–1 | 1–1 | 0–2 |
| Național București                         | 1–2 | 2–1 | 2–1 | 1–0 | 3–1 | 1–1 | 1–0 | 2–0 | 2–0 | 1–1 | 2–2 | —   | 1–0 | 1–1 | 3–2 | 3–0 |
| Rapid București                            | 1–1 | 1–1 | 1–0 | 1–1 | 1–3 | 3–2 | 2–2 | 2–1 | 5–0 | 2–1 | 4–1 | 0–0 | —   | 1–0 | 3–0 | 6–0 |
| Sportul Studențesc București               | 3–3 | 1–2 | 1–3 | 1–0 | 3–1 | 2–3 | 1–0 | 0–3 | 2–0 | 2–1 | 3–0 | 0–1 | 0–1 | —   | 3–1 | 3–0 |
| Steaua București                           | 0–1 | 1–0 | 2–1 | 4–0 | 1–0 | 4–1 | 2–2 | 3–0 | 1–1 | 2–0 | 4–1 | 0–0 | 2–1 | 1–2 | —   | 1–0 |
| UMT Timișoara                              | 1–1 | 1–1 | 2–4 | 2–1 | 0–1 | 1–1 | 0–3 | 0–2 | 4–1 | 0–1 | 2–2 | 0–1 | 0–3 | 3–3 | 0–3 | —   |
| Câștigă gazdele; Remiză; Câștigă oaspeții. |     |     |     |     |     |     |     |     |     |     |     |     |     |     |     |     |

## Baraj de promovare/retrogradare
Echipele de pe locurile 13 și 14 din Divizia A au întâlnit echipele de pe locul secund, din ambele serii ale Diviziei B. Echipele Sportul Studențesc și Farul Constanța au câștigat barajul și au reușit să-și mențină participarea în viitorul sezon al Diviziei A, în timp ce echipele învinse, Cimentul Fieni și FC Baia Mare vor juca și în sezonul următor al Diviziei B.
Prima manșă a barajului a fost programată pe 8 iunie 2002, iar returul pe 12 iunie 2002
| Echipa 1        | Scor gen. | Echipa 2           | Tur | Retur |
| --------------- | --------- | ------------------ | --- | ----- |
| Cimentul Fieni  | 1–5       | Sportul Studențesc | 0–3 | 1–2   |
| Farul Constanța | 1–0       | FC Baia Mare       | 1–0 | 0–0   |

| 8 iunie 2002Tur | Cimentul Fieni | 0 – 3 | Sportul Studențesc              |                             |  |
|                 |                |       | Bălan 36' Mazilu 40' Diniță 90' | Stadion: Stadionul Cimentul |  |

| 8 iunie 2002Tur | Farul Constanța | 1 – 0 | FC Baia Mare |                          |  |
|                 | Voicu 35'       |       |              | Stadion: Stadionul Farul |  |

| 12 iunie 2002Retur | Sportul Studențesc   | 2 – 1 | Cimentul Fieni |                          |  |
|                    | Bălan 24' Diniță 54' |       | Albulescu 44'  | Stadion: Stadionul Regie |  |

| 12 iunie 2002Retur | FC Baia Mare | 0 – 0 | Farul Constanța |                                    |  |
|                    |              |       |                 | Stadion: Stadionul Viorel Mateianu |  |

## Marcatori
- Cătălin Cursaru - FCM Bacău - 17
- Daniel Pancu - Rapid București - 15
- Claudiu Niculescu - Dinamo București - 15
- Claudiu Răducanu - Steaua București - 14
- Mihai Guriță - Oțelul Galați - 11
- Nicolae Dică - FC Argeș - 11
- Adrian Mihalcea - Dinamo București - 11
- Adrian Solomon - Ceahlăul Piatra Neamț - 10
- Cristian Coroian - Gloria Bistrița - 10
- Valentin Bădoi - FCM Bacău - 8
- Adrian Neaga - Steaua București - 7
- Dinu Todoran - Petrolul Ploiești - 7
- Cosmin Bărcăuan - Universitatea Craiova - 7
- Eugen Trică - Steaua București - 6
- Bogdan Andone - Oțelul Galați - 6